# Tajiri
Tajiri (田尻町 Tajiri-chō?) este un oraș în Japonia, în districtul Sennan al prefecturii Osaka.

Partea centrală a Aeroportului Internațional Kansai se află pe teritoriul acestei localități.